# نيريم
نيريم (بالعبرية: נִירִים)هي مستوطنة تقع في شمال غرب النقب في إسرائيل بالقرب من الحدود مع قطاع غزة، على بعد حوالي 7 كيلومتر (4.3 ميل) شرق خان يونس ، وتقع تحت إدارة مجلس إشكول الإقليمي. في 2019 بلغ عدد سكانها 360 نسمة.

## التاريخ
أنشئت المستوطنة في أكتوبر 1946 كجزء من خطة 11 نقطة في النقب التي استهدفت إنشاء وجود يهودي في النقب للمطالبة به كجزء من الدولة اليهودية المستقبلية. تم تسميته على اسم لواء نير من حركة الشباب هشومير هتسائير، والتي ساعد بعض أعضائها في إنشاء الكيبوتس، وتم إنشاؤه في الأصل في موقع يسمى "دانغور"، حيث تقع مستوطنة صوفا الآن.

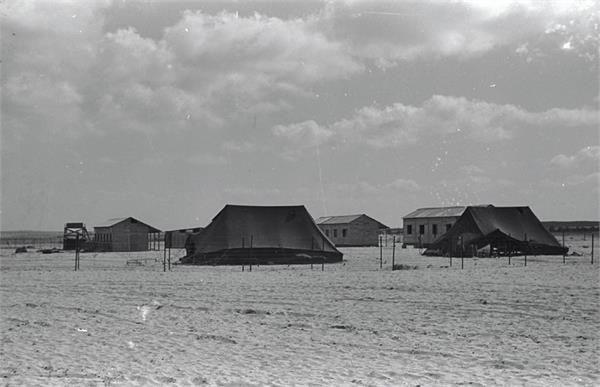
نيريم 1 أكتوبر 1946

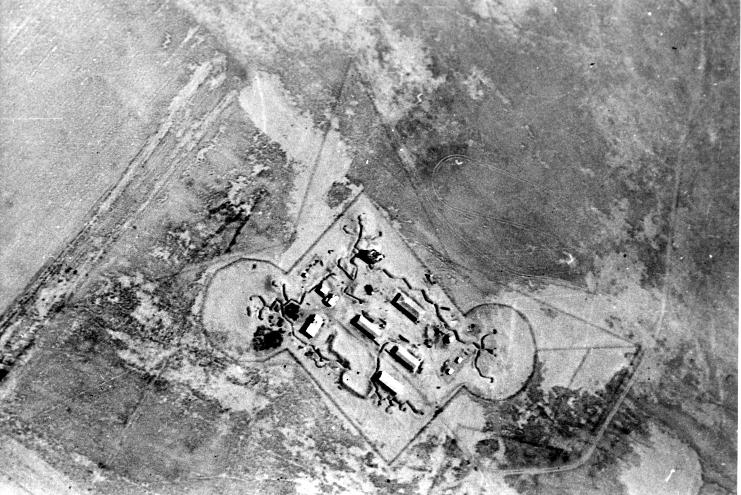
مستوطنة نيريم. صورة جوية من أرشيف البلماح.

### حرب 1984
مع اندلاع حرب 1948 في 15 مايو 1948، كانت نيريم أول مستوطنة يهودية في إسرائيل تتعرض للهجوم من الجيش المصري، في معركة نيريم. وكانت القوة الإسرائيلية في المستوطنة 39 جندياً. خلال المعركة، اقترب المصريون لمسافة 25 مترًا من محيط المستوطنة وقُتل 8 جنود إسرائيليين، قبل أن ينسحب المصريون. تم تدمير كافة المنازل في الهجوم.

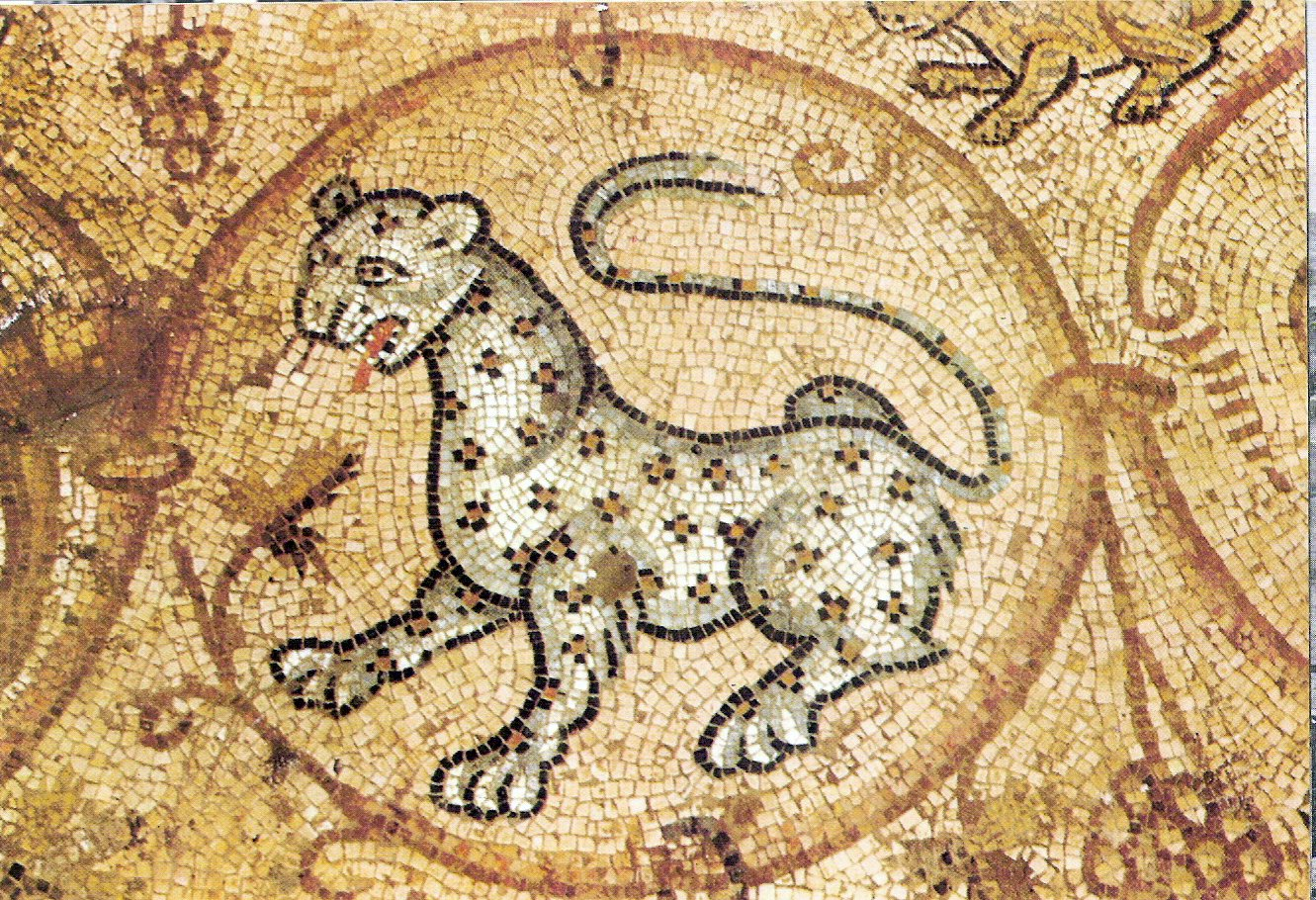
تفاصيل أرضية فسيفساء في كنيس ماعون الأثري، نيريم

في 1948، طُردت عائلة سلمان أبو ستة بالقوة من المنطقة، واستخدمت أراضيهم، التي كانت تُعرف آنذاك باسم معين أبو ستة، لتوسيع المستوطنة.

### عملية طوفان الأقصى
كانت نيريم إحدى المستوطنات الإسرائيلية التي هاجمتها قوات حركة حماس وفصائل المقاومة الفلسطينية في عملية طوفان الأقصى. قُتل في الهجوم ما لا يقل عن 5 أشخاص وأصيب العديد بجروح. أُسر بعض سكان المستوطنة ونُقلوا إلى غزة. بعد حوالي 7ساعات من دخول القوات إلى المستوطنة ، قتل الجيش الإسرائيلي 9 من مقاتلي حماس كانوا لا يزالون هناك. ألحقت الفصائل أضراراً كبيرة بالمستوطنة. نتيجة لذلك، أُطلقت مبادرة تمويل جماعي لدعم ترميم المستوطنة، حيث جمع أكثر من نصف مليون شيكل في بضعة أيام.

## الاقتصاد
تنتج نيريم محاصيل الفول السوداني والبطاطا الحلوة واللفت والجزر والقمح والشعير والأفوكادو والخضروات الأخرى المزروعة عضويًا، وتصدرها إلى أوروبا. يعمل المزارعون في الأرض حتى حاجز إسرائيل-غزة. بعد الانسحاب الإسرائيلي من غزة في 2005، قررت وزارة الدفاع إنشاء شريط أمني في منطقة غلاف غزة، والذي كان من المقرر أن يمر عبر الأراضي الزراعية في نيريم. وطلب من سكان المستوطنة التنازل عن مليون شيكل من أموال التعويضات الخاصة بها.